# Health (film)
Health è un film del 1980 diretto da Robert Altman.